# Metoda gramatyczno-tłumaczeniowa
Metoda gramatyczno-tłumaczeniowa – metoda nauczania języków obcych, która skupia się na aspektach gramatycznych i tłumaczeniu tekstów z języka ojczystego. Nauka słów dokonuje się metodą przekładu bezpośredniego w obie strony. Stosowana była od XIX wieku, w czasach, gdy nauczanie języków nowożytnych zaczęło przeważać nad językami klasycznymi. Metoda wywodzi się ze sposobu nauczania języków klasycznych: łaciny i greki. Używana jest również obecnie, gdyż nie wymaga wielu umiejętności od nauczyciela, a także szkoli czytanie, w mniejszym stopniu mówienie. Obecnie metoda gramatyczno-tłumaczeniowa jest zmarginalizowana.

## Podręcznik
Podręczniki do nauki metodą gramatyczno-tłumaczeniową zwykle podzielone są na dwie części: pierwsza zawiera wykład gramatyczny, druga zaś zawiera zadania i ćwiczenia skupione na wdrożeniu aktualnie omawianego zagadnienia gramatycznego, a także ćwiczenia tłumaczeniowe, ćwiczenia w rozumieniu tekstu i usprawniające umiejętność pisania.

## Lekcja
Lekcja metodą gramatyczno-tłumaczeniową składa się z trzech części:
- wprowadzenie, podczas którego w języku ojczystym jest prezentowany materiał gramatyczny oraz podanie wyjątków,
- ćwiczenia, z reguły w tłumaczeniu zdań z jednego języka na drugi. Zdania są najczęściej bezkontekstowe lub wyrwane z kontekstu,
- zastosowanie praktyczne; w tej części lekcji uczniowie skupiają się na czytaniu tekstów, najczęściej literackich, i opowiadają je na podstawie słów-kluczy.

Podczas lekcji zwraca się niewielką (lub zgoła żadną) uwagę na wymowę.

## Rola nauczyciela
Centralną postacią lekcji jest nauczyciel, który steruje procesem dydaktycznym i nadzoruje, by uczeń opanował wszystkie reguły gramatyczne i implementował je w tłumaczeniach. Nauczanie słownictwa obejmuje podanie listy nowych słów i polecenie nauczenia się ich na pamięć. Podczas lekcji uczniowie nie rozmawiają w języku obcym, nie dzielą się własnymi doświadczeniami, nie korzysta się z ich osobowości. Uczeń jest ślepym naśladowcą nauczyciela, nie jest oczekiwane od niego przejawianie jakiejkolwiek inicjatywy. 

## Krytyka
Wśród zalet metody gramatyczno-tłumaczeniowej wymienia się silne podwaliny gramatyczne pod przyszłą naukę. Zwracano również uwagę, że uczniowie nauczani tą metodą dostrzegali różnice w systemach gramatycznych i leksykalnych obu języków. Krytycy metody uważają, że tłumaczenia nie powinny mieć miejsca na lekcji, gdyż wyrządzają więcej szkody niż pożytku: zbyt wczesne wprowadzenie tekstów zniechęca uczniów, przeszkadza w rozumieniu, a także nie rozszerza kompetencji komunikacyjnych ucznia. Poza tym tłumaczenie wymaga wprowadzenia rozumienia samego procesu. Zdaniem niektórych naukowców największą szkodę nauczaniu języków obcych przyniosła właśnie metoda gramatyczno-tłumaczeniowa, jako że nauczyciele posługują się nią w oderwaniu od podstawowych funkcji społecznych języka.